# 约讷河畔维利耶
约讷河畔维利耶（法語：Villiers-sur-Yonne，法語發音：[vilje syʁ jɔn]）是法国涅夫勒省的一个市镇，位于该省北部，约讷河左岸，属于克拉姆西区。

## 地理
约讷河畔维利耶（47°24'39"N, 3°34'32"E）面积15.86 平方千米，位于法国勃艮第-弗朗什-孔泰大區涅夫勒省，该省份为法国中部省份，北至约讷省，西北接卢瓦雷省，西接谢尔省，南至阿列省，东南接索恩-卢瓦尔省，东临科多尔省。
与约讷河畔维利耶接壤的市镇（或旧市镇、城区）包括：瓦涅、克拉姆西、阿马济、阿努瓦、布雷沃、舍夫罗什、多讷西、里镇。
约讷河畔维利耶的时区为UTC+01:00、UTC+02:00（夏令时）。

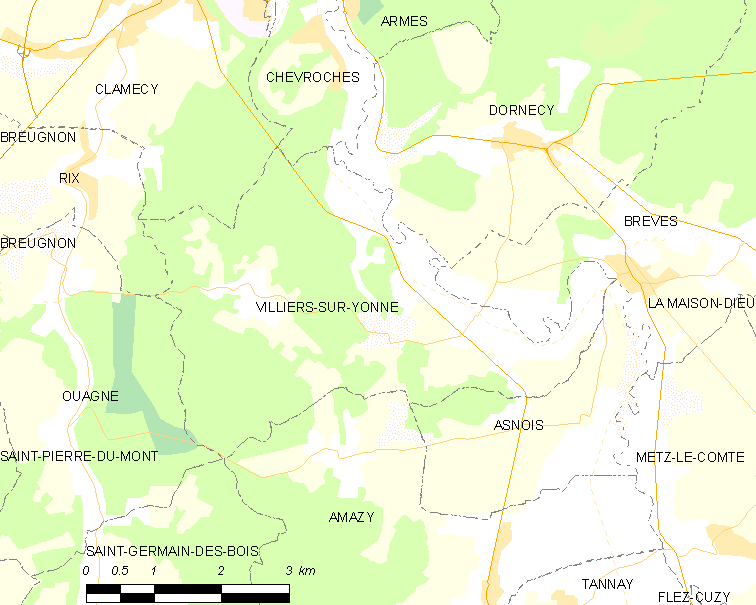
约讷河畔维利耶的OSM定位图

## 行政
约讷河畔维利耶的邮政编码为58500，INSEE市镇编码为58312。

## 政治
约讷河畔维利耶所属的省级选区为克拉姆西县。

## 交通
涅夫勒省省道D34线和D143线在约讷河畔维利耶交汇。

## 人口

1962-2008年间约讷河畔维利耶人口变化图示

约讷河畔维利耶于2022年1月1日时的人口数量为272人。